# Rafael Trujillo
Rafael Leónidas Trujillo, född 24 oktober 1891 i San Cristóbal, död 30 maj 1961 i Santo Domingo, Dominikanska republiken, var en dominikansk politiker som var landets diktator från 1930 till sin död. Han innehade officiellt presidentposten för mandatperioderna 1930–1938 och 1942–1952 men styrde de facto även under mellanperioden samt under sin bror Hector Trujillos presidentskap. Över 50 000 dominikaner och haitier beräknas ha dödats under Trujillos styre, varav hälften under persiljemassakern riktad mot etniska haitier i oktober 1937. 

## Tidig karriär
Rafael Trujillo arbetade från 16 års ålder som telegrafist i tre år innan han började syssla med småkriminell verksamhet, vilket ledde till flera månader i fängelse. Han gick med det dominikanska nationalgardet 1918 och befordrades till löjtnant och vidare ända till general och arméchef inom loppet av nio år. I februari 1930 bröt ett uppror ut mot president Horacio Vásquez och Trujillo slöt ett hemligt avtal med kuppledaren Rafael Estrella Ureña: I gengäld mot att Trujillo beordrade sina trupper att inte stödja presidenten skulle Estrella Ureña låta honom ställa upp i kommande val. Upproret lyckades och Estrella Ureña höll sitt löfte, tillsammans kandiderade de två i det allmänna valet i maj 1930. Tack vare att armén systematiskt trakasserade alla motkandidater vann Trujillo med över 99 procent av rösterna och svors in på presidentposten månaden därpå.

## Presidentskap

### Tidigt styre

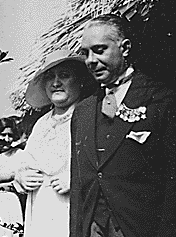
Trujillo med sin andra hustru Bienvenida Ricardo 1934.

Omedelbart efter att ha tagit makten inskränktes den redan svaga demokratin och i augusti 1931 förbjöds alla politiska partier förutom det styrande Dominikanska partiet. Alla statsanställda tvingades donera 10 procent av sin lön till statskassan och medborgare pressades att ansöka om partimedlemskap. Partimedlemmar förpliktigades att alltid bära med sig ett medlemskapskort och de som vägrade riskerade att bli arresterade. Trujillo utsåg sig själv till generalissimus 1934 och omvaldes utan opposition som president samma år. En personkult började byggas kring honom och huvudstaden döptes 1936 om till Ciudad Trujillo, provinsen San Cristóbal fick namnet Trujillo och landets högsta bergstopp döptes om till Pico Trujillo. Kyrkor tvingades hänga upp skyltar med slagordet "Gud i himlen, Trujillo på jorden". En djupt rasistisk politik började föras, främst mot etniska haitier i Dominikanska republiken, vilket ledde till en djup konflikt med grannlandet och inte minst dess senare diktator François Duvalier. I oktober 1937 beordrade Trujillo en omfattande massaker av haitier på den dominikanska sidan om gränsen, i vilka 20 000 till 30 000 beräknas ha mördats, huvudsakligen med machetes. Händelserna benämndes "persiljemassakern" som en grym hänvisning till ett påstått sätt för dominikanska trupper att skilja etniska dominikaner från haitier (medlemmar av den senare gruppen hade svårigheter att uttala r:et i perejil, det spanska ordet för persilja).

### Perioden 1938–1942
Efter internationella påtryckningar avstod Trujillo från att kandidera i presidentvalet 1938, inte minst på grund av protester mot massakrer på haitier och uteblivna kompensationer till den haitiska regeringen. Utrikespolitiskt stödde Trujillo USA i FN och förklarade Tyskland och Japan krig efter bombningen av Pearl Harbor 1941, en vänskap som med tiden bemöttes kallsinnigt av ledande amerikanska politiker och ledde till en rad för landet försvårande sanktioner.

### Senare styre
Trujillo valdes dock åter till president 1942 med hänvisning till Franklin D. Roosevelts beslut att kandidera en tredje gång,[förklaring behövs] och tjänade två femårsperioder till 1952. Efter hans andra avgång besatte brodern Hector på posten 1952–1960. Trujillo undertryckte all form av opposition med brutalt våld under säkerhetspolisen SIM och förvandlade Dominikanska republiken till ett familjeföretag med över 65 procent av landets BNP under hans familjs personliga kontroll. Trujillo försökte att påverka även andra länders politiska angelägenheter, bland annat genom inblandning i ett mordförsök mot Venezuelas president Rómulo Betancourt, och utsattes själv för ett invasionsförsök den 14 juni 1960 beordrat av den nyinsatte kubanske premiärministern Fidel Castro.

## Död
Hans storhetsvansinne ledde till sådana brutaliteter att han utsattes för en rad mordförsök och hans liv ändades vid 69 års ålder när han besköts i sin bil av medlemmar av hans egen armé. Diktatorns son och tänkte efterträdare Ramfis Trujillo grep makten efter faderns död och startade en brutal klappjakt på personer som kunde tänkas ha varit inblandade i mordet men blev själv manad att gå i exil av Trujillos allierade Joaquín Balaguer som förblev Dominikanska republikens starke man till sin död 2002.

## Familj och privatliv
Trujillo levde extremt promiskuöst trots sin status som gift katolik och utdelade oräkneliga medaljer och priser till sig själv. Hans hustrus och barns luxuösa utsvävningar, bland annat inom USA:s societetsliv, utlöste en rad skandaler som gjorde att de råkade i onåd hos fadern.

## Trujillo i populärkulturen
I boken Bockfesten skriver Mario Vargas Llosa om diktatorns sista timmar, med omfattande tillbakablickar till regimens glansperiod. Trujillos liv och regering spelar också en stor roll i handlingen i Junot Diaz bok Oscar Waos korta förunderliga liv (2007).

## Utmärkelser
- Storkorset av Karl III:s orden,  1947[7]
- Kedja av Isabella den katolskas orden,  1954[8]
- Storkorsriddare med kedja av Republiken Italiens förtjänstorden,  31 juli 1954[9]
- Storkorset av Alfons X den vises orden,  1957[10]
- Carlos Manuel de Céspedes orden,  1959
- Riddare av Den Heliga gravens av Jerusalem riddarorden
- Chilenska förtjänstorden
- Nationella förtjänstorden
- Liberias pionjärorden
- Gynnsamma molns orden
- Boyacaorden
- Manuel Amador Guerrero-orden
- Ecuadors nationella förtjänstorden
- Bolivars bysts orden
- Vasco Núñez de Balboas orden
- Storkors av Hederslegionen
- San Martín Befriarens orden
- Duarte, Sanchez och Mellas förtjänstorden
- Orde del Cóndor de los Andes grado Gran Cruz
- Storkors av Gregoriusorden
- Kommendör av Italienska kronorden
- Mkiloi
- Storkors av Södra korsets orden
- Francisco Morazán-orden
- Storkorset av Nederländska Lejonorden
- Haitis nationella heders- och förtjänstorden
- Förbundsrepubliken Tysklands förtjänstorden - storkors av särskilda klassen
- Kedja av Krysantemumorden

[Redigera Wikidata]